# Phlegra dhakuriensis
Phlegra dhakuriensis là một loài nhện trong họ Salticidae.
Loài này thuộc chi Phlegra. Phlegra dhakuriensis được Benoy Krishna Tikader miêu tả năm 1974.